# VP Records
VP Records és un segell discogràfic independent estatunidenc. És conegut per publicar música d'artistes de reggae, dancehall i soca. VP Records té oficines a la ciutat de Nova York, Miami, Londres, Kingston, Tòquio, Johannesburg i Rio de Janeiro.

## Història
VP Records va ser fundat el 1979 per Vincent «Randy» Chin (1937-2003) i la seva esposa Patricia Chin, propietaris de la botiga Randy's Records a Kingston, (tal com es veu a la pel·lícula Rockers de 1978), així com de l'estudi de gravació Studio 17. A mitjans de la dècada del 1970 la parella es va traslladar a la ciutat de Nova York i van obrir una botiga de discos a Brooklyn anomenada VP Records el 1975. El 1979, van traslladar la botiga al barri de Jamaica a Queens. El 1993 van fundar la discogràfica VP Records després de l'èxit de la botiga minorista. El nom és producte de les primeres lletres dels noms dels fundadors.
El segell es va destacar com un dels primers i més importants segells discogràfics independents de reggae i dancehall, i amb la popularitat del so riddim de principis dels anys 2000 va aconseguir l'èxit internacional amb artistes com Sean Paul a través dels acords de distribució amb Warner Music. Atlantic Records i Virgin Music. VP Records també publica una sèrie d'àlbums, Riddim Driven, que inclouen temes de diversos artistes amb el mateix ritme. The Biggest Reggae One-Drop Anthems és una sèrie de recopilacions de reggae que va començar l'any 2005 editada per Greensleeves Records, que va ser adquirit per VP el 2008, i amb el catàleg de Greensleeves de més de 12.000 cançons, VP es va convertir en el segell discogràfic i productor de reggae més gran del món.
VP Records va ser guardonat com el millor segell independent per la revista musical Billboard durant dos anys consecutius (2002 i 2003), i va rebre el premi al millor segell de reggae durant tres anys consecutius. El segell discogràfic ara està dirigit pels fills de Vincent i Patricia: Randy i Christopher. El 2007, VP Records va començar a reeditar àlbums clàssics de les dècades del 1970 i 1980 amb el subsegell 17 North Parade, l'adreça de Randy's Studio, on va començar tot.